# Palau de Gel d'Elektrėnai
El Palau de Gel d'Elektrėnai (en lituà: Elektrėnų ledo rumai) és un edifici cobert per a hoquei sobre gel a la ciutat d'Elektrėnai, Lituània. Té capacitat per a 2.000 persones. És la seu del club SC Energija. Quan va ser construït el 1977, va ser la primera pista de gel coberta a Lituània.